# Ceroplastes novaesi
Ceroplastes novaesi är en insektsart som beskrevs av Hempel 1900. Ceroplastes novaesi ingår i släktet Ceroplastes och familjen skålsköldlöss. Inga underarter finns listade i Catalogue of Life.